# Winter legends
Winter legends is een compositie van Arnold Bax.
Bax omschreef het werk als een "Sinfonia concertante for piano and orchestra", alhoewel hij veel terugvond van het genre symfonie. Overigens zou Bax nooit een pianoconcert schrijven. Hij begon aan het werk in de herfst van 1929 en had de kleine partituur afgerond in december. Daarna begon hij aan de orkestratie, dat nam hem tot 3 april 1930 in beslag. Hij had zich niet hoeven haasten want de eerste uitvoering zou pas plaatsvinden op 10 februari 1932. Bax’ muze Harriet Cohen vertolkte de solopartij, waarbij ze werd begeleid door het BBC Philharmonic onder leiding van Adrian Boult. Het werk is door Bax zelf in zijn manuscript opgedragen aan Jean Sibelius. Sibelius werd echter niet opgenomen in de gedrukte versie, omdat Harriet Cohen diens naam heeft doorgehaald en vervangen door haar eigen naam. Bax kon er kennelijk niet mee zitten, want er werd daarna niets gewijzigd. Cohen nam het werk wel mee naar de Verenigde Staten waar ze het onder meer uitvoerde met het Boston Symphony Orchestra onder leiding van Serge Kouussevitsky. De muziek doet mede gezien de opgedragene enigszins noords aan. Wat opvalt aan het werk is dat het met solo slagwerk begint. Bax gaf zelf nog een hint inzake de inhoud van het werk, het spreekt over noordse legendes, IJsland, in vroeger tijden... Om de gelijkenis met een symfonie van Bax te benadrukken werd het werk geschreven in drie delen met een nawoord, de voor hem gebruikelijke opzet van een symfonie:
- Allegro
- Lento, molto espressivo
- Molto moderato, allegro molto
- Epilogue: Molto cantabilie

Orkestratie:
- solopiano
- 3 dwarsfluiten (III ook piccolo), 2 hobo’s, 1 althobo, 3 klarinetten, 1 esklarinet, 1 basklarinet, 2 fagotten, 1 contrafagot
- 4 hoorns, 3 trompetten, 3 trombones, 1 tuba
- pauken, 4 man/vrouw percussie, 1 harp
- violen, altviolen, celli, contrabassen

In 2017 zijn er drie opnamen voorhanden:
- Uitgave Lyrita: John McCabe met het BBC Philharmonic onder leiding van Raymond Leppard (historische opname)
- Uitgave Chandos: Margaret Fingerhut met het London Philharmonic Orchestra onder leiding van Bryden Thomsen, een opname uit 1986
- Uitgave Naxos: Ashley Wass met het Bournemouth Symphony Orchestra onder leiding van James Judd in een opname van 2010